# Premio Herralde
El Premio Herralde de Novela es un galardón literario concedido por la Editorial Anagrama, de España, a una novela inédita en idioma español.
Creado en 1983, toma su nombre de Jorge Herralde, fundador y propietario de la editorial. Al menos desde 2006 y hasta 2021, el premio consistía en 18000 euros y publicación para la novela ganadora. A partir de 2022 la dotación del premio se elevó a 25000 euros. Se falla el primer lunes de noviembre de cada año.

## Lista de novelas galardonadas
| Edición       | Autor                                                                                | País                                     | Obra                                       |
| ------------- | ------------------------------------------------------------------------------------ | ---------------------------------------- | ------------------------------------------ |
| 1983          | Álvaro Pombo* * (el autor también fue finalista en esta misma edición con otra obra) | España                                   | El héroe de las mansardas de Mansard       |
| 1984          | Sergio Pitol                                                                         | México                                   | El desfile del amor                        |
| 1985          | Adelaida García Morales                                                              | España                                   | El silencio de las sirenas                 |
| 1986          | Javier Marías                                                                        | España                                   | El hombre sentimental                      |
| 1987          | Félix de Azúa                                                                        | España                                   | Diario de un hombre humillado              |
| 1988          | Vicente Molina Foix                                                                  | España                                   | La quincena soviética                      |
| 1989          | Miguel Sánchez-Ostiz                                                                 | España                                   | La gran ilusión                            |
| 1990          | Justo Navarro                                                                        | España                                   | Accidentes íntimos                         |
| 1991          | Javier García Sánchez                                                                | España                                   | La historia más triste                     |
| 1992          | Paloma Díaz-Mas                                                                      | España                                   | El sueño de Venecia                        |
| 1993          | José María Riera de Leyva                                                            | España                                   | Aves de paso                               |
| 1994 ex aequo | Pedro Zarraluki Carlos Perellón                                                      | España · España                          | La historia del silencio La ciudad doble   |
| 1995          | José Ángel González Sainz                                                            | España                                   | Un mundo exasperado                        |
| 1996          | Antonio Soler                                                                        | España                                   | Las bailarinas muertas                     |
| 1997          | Jaime Bayly                                                                          | Perú                                     | La noche es virgen                         |
| 1998          | Roberto Bolaño                                                                       | Chile                                    | Los detectives salvajes                    |
| 1999          | Marcos Giralt Torrente                                                               | España                                   | París                                      |
| 2000          | Luis Magrinyà                                                                        | España                                   | Los dos Luises                             |
| 2001          | Alejandro Gándara                                                                    | España                                   | Últimas noticias de nuestro mundo          |
| 2002          | Enrique Vila-Matas                                                                   | España                                   | El mal de Montano                          |
| 2003          | Alan Pauls                                                                           | Argentina                                | El pasado                                  |
| 2004          | Juan Villoro                                                                         | México                                   | El testigo                                 |
| 2005          | Alonso Cueto                                                                         | Perú                                     | La hora azul                               |
| 2006          | Alberto Barrera Tyszka                                                               | Venezuela                                | La enfermedad                              |
| 2007          | Martín Kohan                                                                         | Argentina                                | Ciencias morales                           |
| 2008          | Daniel Sada                                                                          | México                                   | Casi nunca                                 |
| 2009          | Manuel Gutiérrez Aragón                                                              | España                                   | La vida antes de marzo                     |
| 2010          | Antonio Ungar                                                                        | Colombia                                 | Tres ataúdes blancos                       |
| 2011          | Martín Caparrós                                                                      | Argentina                                | Los Living                                 |
| 2012          | Juan Francisco Ferré                                                                 | España                                   | Karnaval                                   |
| 2013          | Álvaro Enrigue                                                                       | México                                   | Muerte súbita                              |
| 2014          | Guadalupe Nettel                                                                     | México                                   | Después del invierno                       |
| 2015          | Marta Sanz                                                                           | España                                   | Farándula                                  |
| 2016          | Juan Pablo Villalobos                                                                | México                                   | No voy a pedirle a nadie que me crea       |
| 2017          | Andrés Barba                                                                         | España                                   | República luminosa                         |
| 2018          | Cristina Morales                                                                     | España                                   | Lectura fácil                              |
| 2019          | Mariana Enríquez                                                                     | Argentina                                | Nuestra parte de noche                     |
| 2020          | Luisgé Martín                                                                        | España                                   | Cien noches                                |
| 2021          | Javier Pérez Andújar                                                                 | España                                   | El año del Búfalo                          |
| 2022          | Declarado desierto por falta de consenso                                             | Declarado desierto por falta de consenso | Declarado desierto por falta de consenso   |
| 2023          | Luis López Carrasco                                                                  | España                                   | El desierto blanco                         |
| 2024 ex aequo | Cynthia Rimsky Xita Rubert                                                           | Chile · España                           | Clara y confusa Los hechos de Key Biscayne |

## Lista de novelas finalistas del Premio Herralde
El premio para la categoría de finalista se suspendió en 2009; tres años después se reactivó su entrega.
| Edición | Autor | País                                           | Obra |
| ------- | --- | ---------------------------------------------- | --- |
| 1983    | Paloma Díaz-Mas Álvaro Pombo* Enrique Vila-Matas * (el autor quedó ganador en esta edición con otra obra) | España · España · España ·                     | El rapto del Santo Grial El hijo adoptivo Impostura                                                         |
| 1984    | Miguel Enesco Rafael Sender Javier Tomeo                                                                  | Perú · España · España                         | Me llamaré Tadeusz Freyre Tendrás oro y oro Amado monstruo                                                  |
| 1985    | Luisa Futoransky Jorge Ordaz                                                                              | Argentina · España                             | De Pe a Pa Prima donna                                                                                      |
| 1986    | Roberto Fernández Sastre Mayra Montero Evelio Rosero                                                      | Uruguay · Cuba · Colombia                      | La manipulación La trenza de la hermosa luna Juliana los mira                                               |
| 1987    | Roberto Fernández Sastre                                                                                  | Uruguay                                        | El turismo infame                                                                                           |
| 1988    | Rafael Chirbes                                                                                            | España                                         | Mimoun |
| 1989    | Felipe Hernández                                                                                          | España                                         | Naturaleza                                                                                                  |
| 1990    | Luisa Castro                                                                                              | España                                         | El somier                                                                                                   |
| 1991    | Diego Carrasco                                                                                            | España                                         | El tesoro japonés                                                                                           |
| 1992    | Olga Guirao                                                                                               | España                                         | Mi querido Sebastián                                                                                        |
| 1993    | Álvaro del Amo                                                                                            | España                                         | El horror                                                                                                   |
| 1994    | Ismael Grasa Teresa Ruiz Rosas                                                                            | España · Perú                                  | De Madrid al cielo El copista                                                                               |
| 1995    | Eloy Tizón                                                                                                | España                                         | Seda salvaje                                                                                                |
| 1996    | Pedro Ugarte                                                                                              | España                                         | Los cuerpos de las nadadoras                                                                                |
| 1997    | Berta Serra Manzanares                                                                                    | España                                         | El otro lado del mundo                                                                                      |
| 1998    | Alberto Olmos                                                                                             | España                                         | A bordo del naufragio                                                                                       |
| 1999    | Andrés Neuman                                                                                             | Argentina · España                             | Bariloche                                                                                                   |
| 2000    | Pablo d'Ors                                                                                               | España                                         | Las ideas puras                                                                                             |
| 2001    | Andrés Barba                                                                                              | España                                         | La hermana de Katia                                                                                         |
| 2002    | Margo Glantz                                                                                              | México                                         | El rastro                                                                                                   |
| 2003    | Andrés Neuman                                                                                             | Argentina · España                             | Una vez Argentina                                                                                           |
| 2004    | Eduardo Berti                                                                                             | Argentina                                      | Todos los Funes                                                                                             |
| 2005    | Manuel Pérez Subirana                                                                                     | España                                         | Egipto |
| 2006    | Teresa Dovalpage                                                                                          | Cuba                                           | Muerte de un murciano en La Habana                                                                          |
| 2007    | Antonio Ortuño                                                                                            | México                                         | Recursos humanos                                                                                            |
| 2008    | Iván Thays Carlos Busqued (semifinalista)* Tryno Maldonado (semifinalista)* José Morella (semifinalista)* | Perú · Argentina · México · España             | Un lugar llamado Oreja de Perro Bajo este sol tremendo Temporada de caza para el león negro Asuntos propios |
| 2009    | Juan Francisco Ferré                                                                                      | España                                         | Providence                                                                                                  |
| 2010    | Premio de finalista suspendido                                                                            | Premio de finalista suspendido                 | Premio de finalista suspendido                                                                              |
| 2011    | Premio de finalista suspendido                                                                            | Premio de finalista suspendido                 | Premio de finalista suspendido                                                                              |
| 2012    | Sara Mesa                                                                                                 | España                                         | Cuatro por cuatro                                                                                           |
| 2013    | No otorgado                                                                                               | No otorgado                                    | No otorgado                                                                                                 |
| 2014    | Manuel Moyano                                                                                             | España                                         | El imperio de Yegorov                                                                                       |
| 2015    | Miguel Ángel Hernández                                                                                    | España                                         | El instante de peligro                                                                                      |
| 2016    | Federico Jeanmaire                                                                                        | Argentina                                      | Amores enanos                                                                                               |
| 2017    | Diego Vecchio                                                                                             | Argentina                                      | La extinción de las especies                                                                                |
| 2018    | Alejandra Costamagna                                                                                      | Chile                                          | El sistema del tacto                                                                                        |
| 2019    | No otorgado                                                                                               | No otorgado                                    | No otorgado                                                                                                 |
| 2020    | Federico Falco                                                                                            | Argentina                                      | Los llanos                                                                                                  |
| 2021    | Daniel Saldaña París                                                                                      | México                                         | El baile y el incendio                                                                                      |
| 2022    | No otorgado                                                                                               | No otorgado                                    | No otorgado                                                                                                 |
| 2023    | Camila Fabbri                                                                                             | Argentina                                      | La reina del baile                                                                                          |
| 2024    | No otorgado (ambas obras resultaron ganadoras)                                                            | No otorgado (ambas obras resultaron ganadoras) | No otorgado (ambas obras resultaron ganadoras)                                                              |

(*) Las tres obras llegaron a la final del premio, pero sus obras no obtuvieron la categoría de finalista. Sin embargo, las tres fueron publicadas posteriormente por la editorial.